# Kolding Teater
Kolding Teater er et teater beliggende i Kolding. 
Teatret er 5.200 m² stort og fungerer også som kongres- og kulturhus. Det blev opført i 1991 som en tilbygning til hotellet Comwell Kolding, der også driver teatret. 